# ダンテ・ロペス
ダンテ・ラファエル・ロペス・ファリーニャ（Dante Rafael López Fariña, 1983年8月16日 - ）は、 パラグアイ出身の元サッカー選手。現役時代のポジションはフォワード（FW）。

## 経歴
コパ・アメリカ2007に出場した際、大会での活躍が認められナポリ等イタリアの複数のクラブが関心を示したが、母国であるパラグアイに移籍した。

## 代表歴

### 出場大会
- パラグアイ代表
  - 2006 FIFAワールドカップ

### 試合数
- 国際Aマッチ 28試合 2得点（2003年-2013年）[1]

| パラグアイ代表 | 国際Aマッチ | 国際Aマッチ |
| 年             | 出場        | 得点        |
| -------------- | ----------- | ----------- |
| 2003           | 3           | 0           |
| 2004           | 1           | 0           |
| 2005           | 2           | 2           |
| 2006           | 1           | 0           |
| 2007           | 8           | 0           |
| 2008           | 6           | 0           |
| 2009           | 4           | 0           |
| 2010           | 0           | 0           |
| 2011           | 2           | 0           |
| 2012           | 0           | 0           |
| 2013           | 1           | 0           |
| 通算           | 28          | 2           |

## タイトル

### クラブ
クラブ・リベルタ
2008アペルトゥーラ
UNAMプーマス
2009クラウスーラ、2011クラウスーラ

### 個人
プリメーラ・ディビシオン得点王
2005